# Aplidium boucheti
Aplidium boucheti is een zakpijpensoort uit de familie van de Polyclinidae. De wetenschappelijke naam van de soort is voor het eerst geldig gepubliceerd in 2012 door Monniot.